# Magdalena Głuszak
Magdalena Głuszak z d. Piątek (ur. 10 września 1984 roku w Kielcach) – polska siatkarka, grająca na pozycji atakującej, reprezentantka Polski B. Jest absolwentką Uniwersytetu Pedagogicznego w Krakowie.
Jej mężem jest trener siatkówki Jakub Głuszak.

## Kariera klubowa
| Lata      | Kluby                                        |
| --------- | -------------------------------------------- |
|           | Jedynka Ostrowiec Świętokrzyski (wychowanka) |
| 2000−2007 | Wisła Kraków                                 |
| 2007−2008 | MKS Dąbrowa Górnicza                         |
| 2008−2009 | Wisła Kraków                                 |
| 2009−2010 | KPSK Stal Mielec                             |
| 2010−2012 | Bank BPS Muszynianka Fakro Muszyna           |
| 2012−2013 | Budowlani Łódź                               |
| 2013−2014 | Polski Cukier Muszynianka Fakro Bank BPS     |
| 2014−2015 | SK Bank Legionovia Legionowo                 |

## Sukcesy klubowe
Puchar Polski:
- 2011

Mistrzostwo Polski:
- 2011
- 2012

Superpuchar Polski:
- 2011

## Kariera reprezentacyjna
Powołanie otrzymała od trenera Rafała Błaszczyka do kadry Polski B na Letnią Uniwersjadę 2011. Polki zajęły 5. miejsce, a Piątek zagrała we wszystkich meczach w podstawowym składzie. W spotkaniach z Tajlandią, Tajwanem i Japonią była najlepiej punktującą zawodniczką biało-czerwonych.
Wystąpiła też w jednym nieoficjalnym spotkaniu kadry "A" - 5 października 2010 roku w towarzyskim meczu z Denso Airybees.